# 胥口镇 (杭州市)
胥口镇，是中华人民共和国浙江省杭州市富阳区下辖的一个乡镇级行政单位。

## 行政区划
胥口镇下辖以下地区：
胥口村、上练村、下练村、灵苑村、里坞村、新崤村、查岭村、葛溪村、金慈村、棠棣村、平畈村、佛鲁村和高联村。